# 新大宮繞道

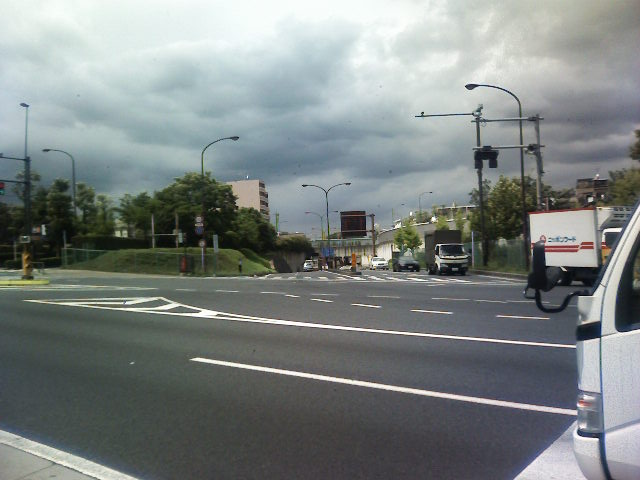
起點・北町八丁目交差點

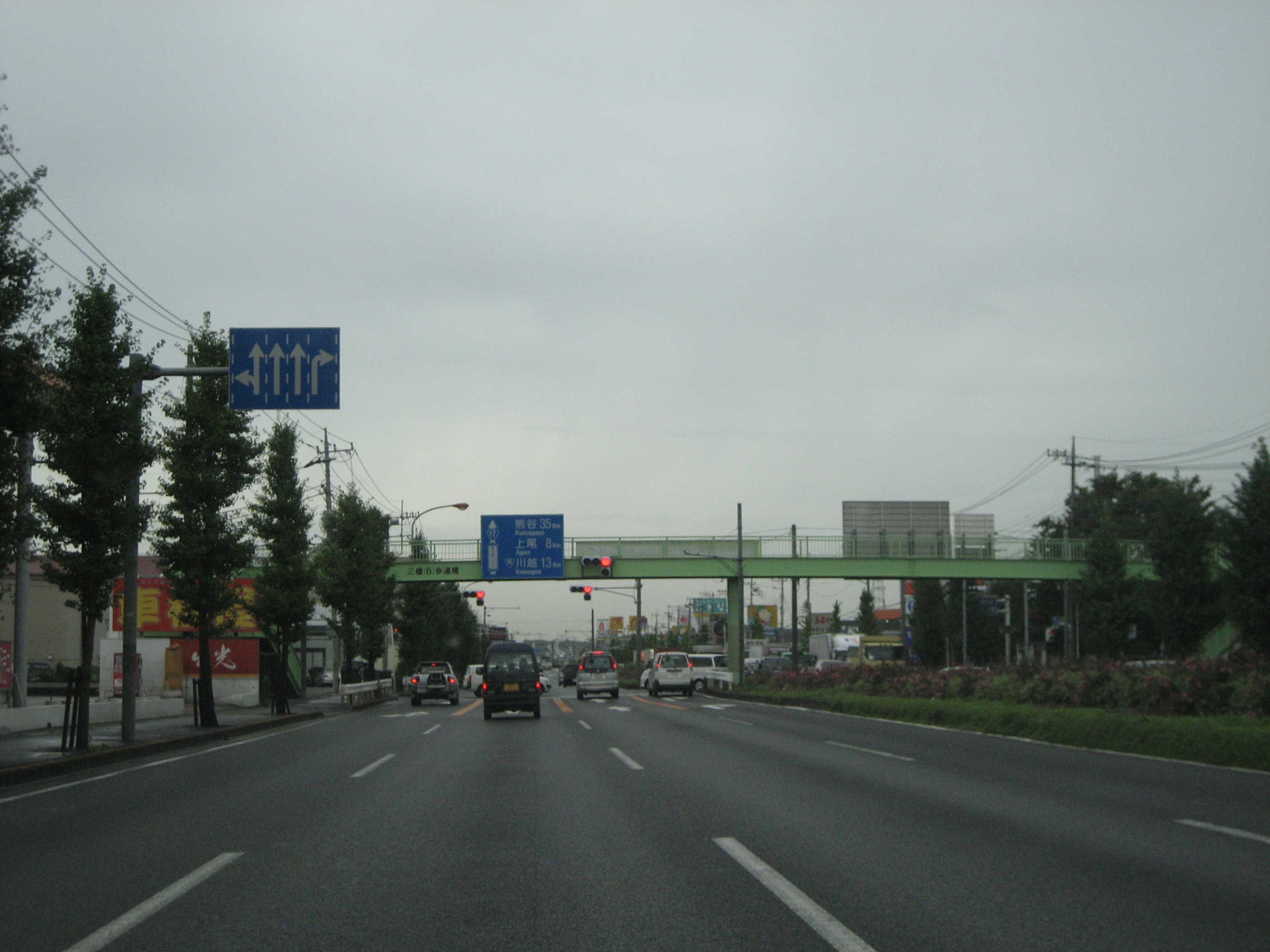
新大宮繞道上尾方向。（埼玉縣埼玉市西區三橋）

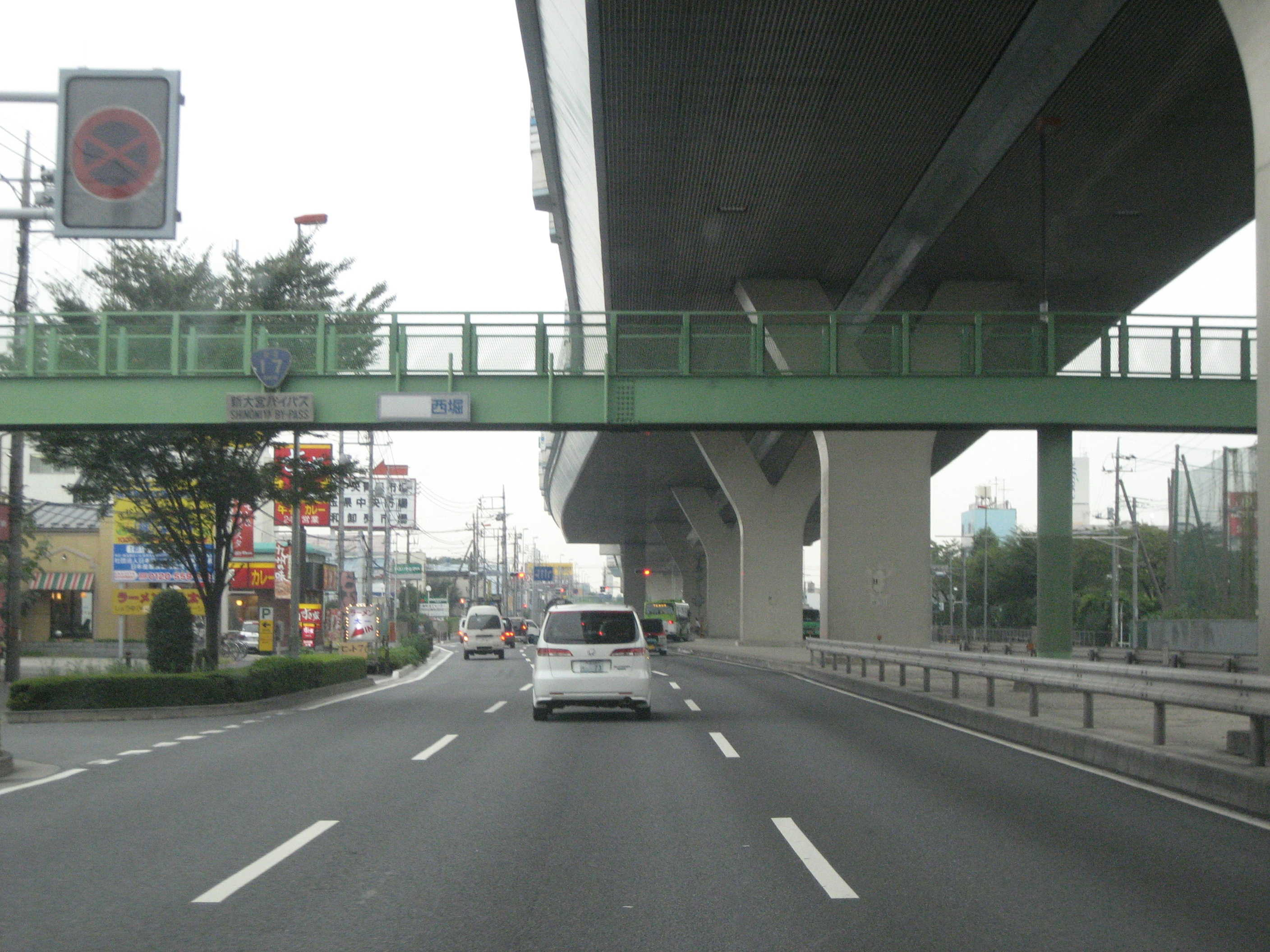
埼玉市櫻區内上的高架為首都高速埼玉大宮線。

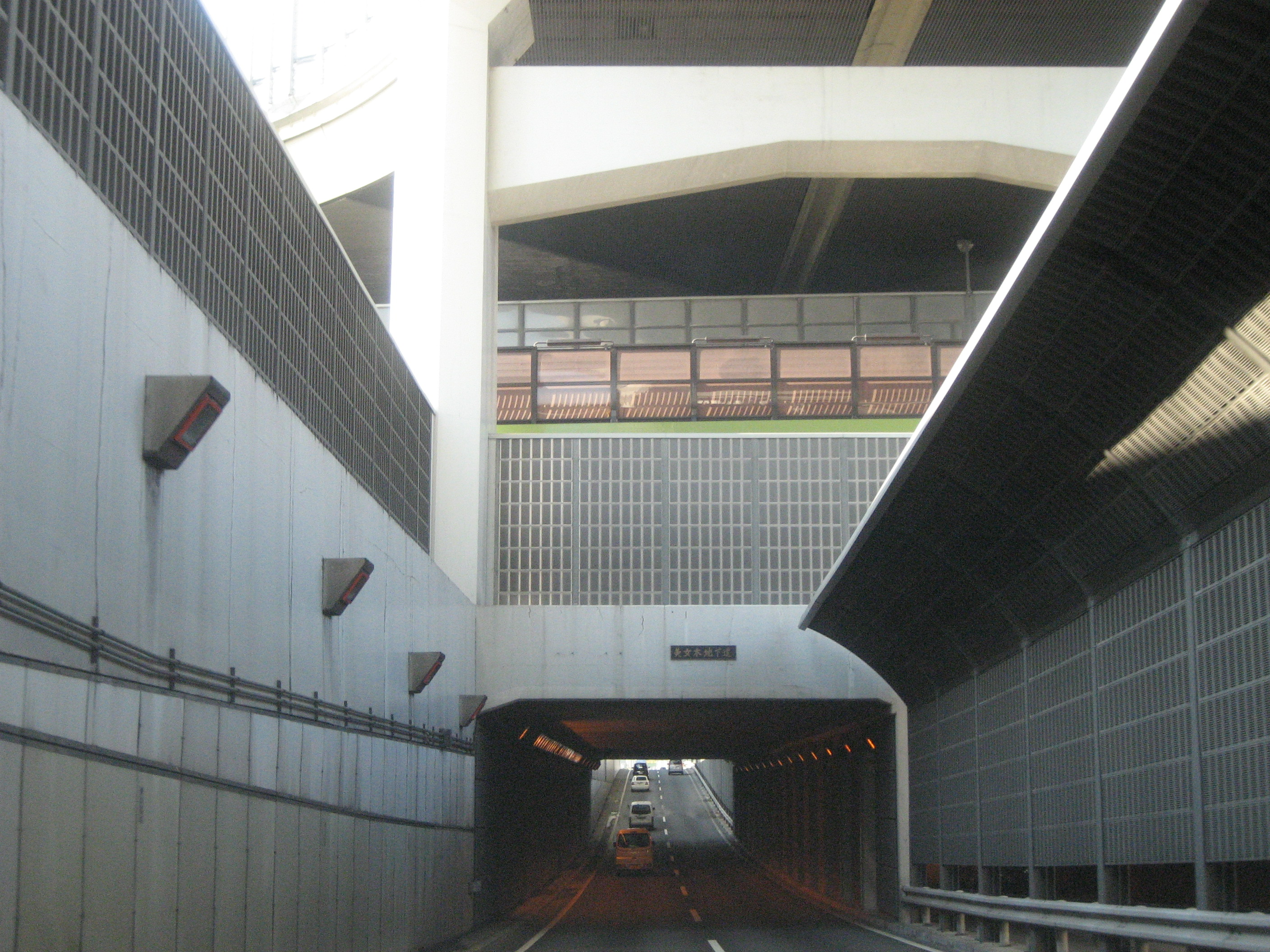
美女木JCT附近

新大宮繞道（新大宮バイパス）是由日本東京都練馬區的國道254號至埼玉縣埼玉市北區的國道17號繞道，全長23.2公里。

## 概要
為與埼玉縣埼玉市北區至同縣鴻巢市的現有道路大宮繞道（中山道）區別，因而稱為新大宮繞道。東京都板橋區笹目橋南詰交點至埼玉縣戶田市笹目橋北詰交點屬東京都道、埼玉縣道68號練馬川口線，埼玉市上峰交差點至圓阿彌交差點屬埼玉縣道215號宗岡埼玉線，與野大宮通交差點至三橋三丁目交差點屬埼玉縣道56號埼玉富士見野所澤線，宮前交流道至終點吉野町交流道屬國道16號。另外，目前還再進行東京都的延伸工程（都市計畫事業名為東京都市計畫道路幹線街路放射第35號線與東京都市計畫道路幹線街路放射第36號線 ）。
東京都內車道為6車線與暫定2車道（拓寬工程凍結中），埼玉縣內全線6車道。板橋區至埼玉市中央區與野系統交流道之間的道路中央有都市高速道路（首都高速埼玉大宮線）高架。
昭和42年10月，笹目橋至國道16號約11.2km的2線道路段完工。昭和45年1月，4線道化，昭和47年7月6線道化。
本路線與國道16號東大宮繞道、國道122號（岩槻街道）、國道298號（外環）一同組成埼玉市周邊的環狀線。另外，田島大牧線（埼玉縣道40號埼玉東村山線、埼玉縣道34號埼玉草加線。部分區間通稱為「志木街道」、「日之出通」）、埼玉縣道35號川口上尾線（產業道路）、道場三室線（國道463號越谷浦和繞道、埼玉縣道57號埼玉鴻巢線繞道）共同組成消除浦和站周邊壅塞的「浦和站周邊4線道環狀道路」。
另一方面，都市計畫道路放射第35號線、36號線正在建設中，完成後將直接連結池袋站西口與本繞道。
埼玉縣內發生大規模災害時將實施交通管制。

### 路線資料
- 起點：東京都練馬區北町北町交差點＝國道254號（川越街道）交點[1]）
- 終點：埼玉縣埼玉市北區吉野町（吉野町交流道＝國道17號大宮繞道（中山道）、國道16號東大宮繞道交點）
- 全長：23.2km
- 規格（一般部）：第4種第1級[1]
- 道路幅員： 36.0m（北町 - 赤塚）、42.50m（赤塚 - 宮前）、28.5m（宮前 - 吉野町）[1]
- 車道數（一般部）：暫定2線道（板橋區赤塚以南。2.3km。預定4車道）、6線道（赤塚以北。20.9km）[4]
- 計畫交通量：47,900～99,800台/日[4]
- 動工年度：1964年度[4]
- 費用：800億日圓[4]

## 路線狀況

### 道路設施
- 笹目橋（日语：笹目橋）（荒川、新河岸川（日语：新河岸川））

## 通過自治體
- 東京都
  - 練馬區 - 板橋區
- 埼玉縣
  - 和光市 - 戶田市 - 埼玉市（南區 - 櫻區 - 中央區 - 大宮區 - 西區 - 北區）

### 交會道路
※左為上行線，右為下行線。
| 連接道路                                        | 連接道路                                | 交差點名                  | 最高速度 (km/h) | 車道數 (現用/計畫) | 所在地 | 所在地 | 所在地 |
| ----------------------------------------------- | --------------------------------------- | ------------------------- | --------------- | ------------------ | ------ | ------ | ------ |
| 要町通 要町方向                                 |                                         |                           |                 |                    |        |        |        |
| 東京都道318號環狀七號線（環七通）               | 東京都道318號環狀七號線（環七通）       |                           |                 |                    |        |        | 東京都 |
| 東京都道311號環狀八號線（環八通）               |                                         |                           |                 |                    |        |        | 東京都 |
| 國道254號（川越街道）                           | 國道254號（川越街道）                   | 北町八丁目 （北町交流道） | 50              | 2/4                | 練馬區 | 練馬區 | 東京都 |
| 東京都道446號長後赤塚線                         | 東京都道446號長後赤塚線                 | 新四葉                    | 50              | 2/4                | 板橋區 | 板橋區 | 東京都 |
| 東京都道447號赤羽西台線（高島通）               | 東京都道447號赤羽西台線（高島通）       | 三園二丁目                | 60              | 6/6                | 板橋區 | 板橋區 | 東京都 |
|                                                 | 東京都道68號練馬川口線 (笹目通)         | 笹目橋                    | 60              | 6/6                | 板橋區 | 板橋區 | 東京都 |
| 首都高速5號池袋線                               | 首都高速5號池袋線                       | 戶田南出入口              | 60              | 6/6                | 戶田市 | 戶田市 | 埼玉縣 |
| 埼玉縣道68號練馬川口線 （奧林匹克道路）         |                                         | 早瀨（南）                | 60              | 6/6                | 戶田市 | 戶田市 | 埼玉縣 |
| 首都高速5號池袋線                               | 首都高速5號池袋線                       | 戶田出入口                | 60              | 6/6                | 戶田市 | 戶田市 | 埼玉縣 |
| 國道298號（外環）※側道                          | 國道298號（外環）※側道                  | 美女木八幡                | 60              | 6/6                | 戶田市 | 戶田市 | 埼玉縣 |
| 首都高速埼玉大宮線                              | 首都高速埼玉大宮線                      | 浦和南出入口              | 60              | 6/6                | 南區   | 埼玉市 | 埼玉縣 |
| 埼玉縣道40號埼玉東村山線(志木街道)※側道         | 埼玉縣道40號埼玉東村山線(志木街道)※側道 | 田島                      | 60              | 6/6                | 南區   | 埼玉市 | 埼玉縣 |
| 首都高速埼玉大宮線                              | 首都高速埼玉大宮線                      | 浦和中央出入口            | 60              | 6/6                | 櫻區   | 埼玉市 | 埼玉縣 |
| 埼玉縣道57號埼玉鴻巢線（新六間道路）            | 埼玉縣道57號埼玉鴻巢線（新六間道路）    | 町谷                      | 60              | 6/6                | 櫻區   | 埼玉市 | 埼玉縣 |
| (道場三室線)                                    |                                         |                           | 60              | 6/6                | 櫻區   | 埼玉市 | 埼玉縣 |
| 首都高速埼玉大宮線                              | 首都高速埼玉大宮線                      | 浦和北出入口              | 60              | 6/6                | 櫻區   | 埼玉市 | 埼玉縣 |
| 國道463號浦和所澤繞道(埼大通)※側道              | 國道463號浦和所澤繞道(埼大通)※側道      | 埼大通                    | 60              | 6/6                | 中央區 | 埼玉市 | 埼玉縣 |
|                                                 | 埼玉縣道215號宗岡埼玉線                 | 上峰                      | 60              | 6/6                | 中央區 | 埼玉市 | 埼玉縣 |
| 埼玉縣道215號宗岡埼玉線（八幡通）               |                                         | 圓阿彌                    | 60              | 6/6                | 中央區 | 埼玉市 | 埼玉縣 |
| （白鍬通）                                      | （白鍬通）                              | 白鍬通                    | 60              | 6/6                | 中央區 | 埼玉市 | 埼玉縣 |
| （赤山通）                                      | （赤山通）                              | 赤山通                    | 60              | 6/6                | 中央區 | 埼玉市 | 埼玉縣 |
| 首都高速埼玉大宮線                              | 首都高速埼玉大宮線                      | 與野出入口                | 60              | 6/6                | 中央區 | 埼玉市 | 埼玉縣 |
| 埼玉縣道56號埼玉富士見野所澤線                  |                                         | 與野大宮通                | 60              | 6/6                | 中央區 | 埼玉市 | 埼玉縣 |
| 埼玉縣道165號大谷本鄉埼玉線                     | 埼玉縣道56號埼玉富士見野所澤線          | 三橋二丁目                | 60              | 6/6                | 大宮區 | 埼玉市 | 埼玉縣 |
| 埼玉縣道2號埼玉春日部線                         | 埼玉縣道2號埼玉春日部線                 | 三橋五丁目北              | 西區            |                    |        | 埼玉市 | 埼玉縣 |
| 國道17號上尾道路                                | 國道16號西大宮繞道                      | 宮前交流道                | 西區            |                    |        | 埼玉市 | 埼玉縣 |
| 國道17號大宮繞道（中山道） 國道16號東大宮繞道   |                                         | 吉野町交流道              | 北區            |                    |        | 埼玉市 | 埼玉縣 |
| 國道17號大宮繞道（中山道） 熊谷、高崎、新潟方向 |                                         |                           |                 |                    |        |        |        |

※道場三室線交點預定為立體交差（本繞道在下方）。

## 沿線主要設施
東京都
- 板橋區立赤塚第一中學校
- 赤塚公園（日语：都立赤塚公園）
- 三園淨水場（日语：三園浄水場）

埼玉縣
- 埼玉縣下水道公社（日语：埼玉県下水道公社）
- 東日本旅客鐵道（JR東日本）西浦和站
- 埼玉縣立浦和工業高等學校（日语：埼玉県立浦和工業高等学校）
- 宗教法人創價學會埼玉文化會館
- 浦和總合流通中心（日语：浦和総合流通センター）
- 浦和西警察署（日语：浦和西警察署）
- 彩之國埼玉藝術劇場（日语：彩の国さいたま芸術劇場）
- 與野公園（日语：与野公園）
- 埼玉縣立與野高等學校（日语：埼玉県立与野高等学校）
- 永旺夢樂城與野（日语：イオンモール与野）
- 首都高速道路與野便利增進設施（埼玉Housing Park、休憩所等）
- 埼玉縣立泉高等學校（日语：埼玉県立いずみ高等学校）
- 三橋總合公園
- 埼玉縣警察本部（日语：埼玉県警察）交通機動隊
- 大宮西警察署（日语：大宮西警察署）

## 接續繞道的位置關係
- 國道17號
  - （東京方向） 新大宮繞道 - 上尾道路（日语：上尾道路）（建設中）（新潟方向）
  - （東京方向） 新大宮繞道 - 大宮繞道（日语：大宮バイパス）（中山道）（新潟方面）
- 國道16號
  - （八王子方向）西大宮繞道（日语：西大宮バイパス） -  新大宮繞道 - 東大宮繞道（日语：東大宮バイパス）（柏方向）

## 外部連結
- 大宮國道のしごと - 新大宮繞道（國土交通省 關東地方整備局 大宮國道事務所）